# Lijst van Dipluridae
De lijst van Dipluridae bevat alle wetenschappelijk beschreven soorten spinnen uit de familie van de Dipluridae.

## Allothele
Allothele Tucker, 1920
- Allothele australis (Purcell, 1903)
- Allothele caffer (Pocock, 1902)
- Allothele malawi Coyle, 1984
- Allothele regnardi (Benoit, 1964)
- Allothele teretis Tucker, 1920

## Andethele
Andethele Coyle, 1995
- Andethele huanca Coyle, 1995
- Andethele lucma Coyle, 1995
- Andethele tarma Coyle, 1995

## Australothele
Australothele Raven, 1984
- Australothele bicuspidata Raven, 1984
- Australothele jamiesoni Raven, 1984
- Australothele maculata Raven, 1984
- Australothele magna Raven, 1984
- Australothele montana Raven, 1984
- Australothele nambucca Raven, 1984
- Australothele nothofagi Raven, 1984

## Caledothele
Caledothele Raven, 1991
- Caledothele annulatus (Raven, 1981)
- Caledothele aoupinie Raven, 1991
- Caledothele australiensis (Raven, 1984)
- Caledothele carina Raven, 1991
- Caledothele elegans Raven, 1991
- Caledothele tonta Raven, 1991
- Caledothele tristata Raven, 1991

## Carrai
Carrai Raven, 1984
- Carrai afoveolata Raven, 1984

## Cethegus
Cethegus Thorell, 1881
- Cethegus barraba Raven, 1984
- Cethegus broomi (Hogg, 1901)
- Cethegus colemani Raven, 1984
- Cethegus daemeli Raven, 1984
- Cethegus elegans Raven, 1984
- Cethegus fugax (Simon, 1908)
- Cethegus hanni Raven, 1984
- Cethegus ischnotheloides Raven, 1985
- Cethegus lugubris Thorell, 1881
- Cethegus multispinosus Raven, 1984
- Cethegus pallipes Raven, 1984
- Cethegus robustus Raven, 1984

## Chilehexops
Chilehexops Coyle, 1986
- Chilehexops australis (Mello-Leitão, 1939)
- Chilehexops misionensis Goloboff, 1989
- Chilehexops platnicki Coyle, 1986

## Diplura
Diplura C. L. Koch, 1850
- Diplura annectens (Bertkau, 1880)
- Diplura argentina (Canals, 1931)
- Diplura catharinensis (Mello-Leitão, 1927)
- Diplura erlandi (Tullgren, 1905)
- Diplura fasciata (Bertkau, 1880)
- Diplura garbei (Mello-Leitão, 1923)
- Diplura garleppi (Simon, 1892)
- Diplura lineata (Lucas, 1857)
- Diplura macrura (C. L. Koch, 1841)
- Diplura maculata (Mello-Leitão, 1938)
- Diplura nigra (F. O. P.-Cambridge, 1896)
- Diplura nigridorsi (Mello-Leitão, 1924)
- Diplura paraguayensis (Gerschman & Schiapelli, 1940)
- Diplura parallela (Mello-Leitão, 1923)
- Diplura petrunkevitchi (Caporiacco, 1955)
- Diplura riveti (Simon, 1903)
- Diplura sanguinea (F. O. P.-Cambridge, 1896)
- Diplura studiosa (Mello-Leitão, 1920)
- Diplura taunayi (Mello-Leitão, 1923)
- Diplura uniformis (Mello-Leitão, 1923)

## Euagrus
Euagrus Ausserer, 1875
- Euagrus anops Gertsch, 1973
- Euagrus atropurpureus Purcell, 1903
- Euagrus carlos Coyle, 1988
- Euagrus cavernicola Gertsch, 1971
- Euagrus charcus Coyle, 1988
- Euagrus chisoseus Gertsch, 1939
- Euagrus comstocki Gertsch, 1935
- Euagrus formosanus Saito, 1933
- Euagrus garnicus Coyle, 1988
- Euagrus gertschi Coyle, 1988
- Euagrus guatemalensis F. O. P.-Cambridge, 1897
- Euagrus gus Coyle, 1988
- Euagrus josephus Chamberlin, 1924
- Euagrus leones Coyle, 1988
- Euagrus luteus Gertsch, 1973
- Euagrus lynceus Brignoli, 1974
- Euagrus mexicanus Ausserer, 1875
- Euagrus pristinus O. P.-Cambridge, 1899
- Euagrus rothi Coyle, 1988
- Euagrus rubrigularis Simon, 1890
- Euagrus troglodyta Gertsch, 1982
- Euagrus zacus Coyle, 1988

## Harmonicon
Harmonicon F. O. P.-Cambridge, 1896
- Harmonicon audeae Maréchal & Marty, 1998
- Harmonicon oiapoqueae Drolshagen & Bäckstam, 2011
- Harmonicon rufescens F. O. P.-Cambridge, 1896

## Indothele
Indothele Coyle, 1995
- Indothele dumicola (Pocock, 1900)
- Indothele lanka Coyle, 1995
- Indothele mala Coyle, 1995
- Indothele rothi Coyle, 1995

## Ischnothele
Ischnothele Ausserer, 1875
- Ischnothele annulata Tullgren, 1905
- Ischnothele caudata Ausserer, 1875
- Ischnothele digitata (O. P.-Cambridge, 1892)
- Ischnothele garcia Coyle, 1995
- Ischnothele goloboffi Coyle, 1995
- Ischnothele guianensis (Walckenaer, 1837)
- Ischnothele huambisa Coyle, 1995
- Ischnothele indicola Tikader, 1969
- Ischnothele jeremie Coyle, 1995
- Ischnothele longicauda Franganillo, 1930
- Ischnothele reggae Coyle & Meigs, 1990
- Ischnothele xera Coyle & Meigs, 1990

## Lathrothele
Lathrothele Benoit, 1965
- Lathrothele catamita (Simon, 1907)
- Lathrothele cavernicola Benoit, 1965
- Lathrothele grabensis Benoit, 1965
- Lathrothele jezequeli Benoit, 1965

## Leptothele
Leptothele Raven & Schwendinger, 1995
- Leptothele bencha Raven & Schwendinger, 1995

## Linothele
Linothele Karsch, 1879
- Linothele aequatorialis (Ausserer, 1871)
- Linothele annulifila (Mello-Leitão, 1937)
- Linothele bicolor (Simon, 1899)
- Linothele cavicola Goloboff, 1994
- Linothele cousini (Simon, 1889)
- Linothele cristata (Mello-Leitão, 1945)
- Linothele curvitarsis Karsch, 1879
- Linothele dubia (Caporiacco, 1947)
- Linothele fallax (Mello-Leitão, 1926)
- Linothele gaujoni (Simon, 1889)
- Linothele gymnognatha (Bertkau, 1880)
- Linothele jelskii (F. O. P.-Cambridge, 1896)
- Linothele keithi (Chamberlin, 1916)
- Linothele longicauda (Ausserer, 1871)
- Linothele macrothelifera Strand, 1908
- Linothele megatheloides Paz & Raven, 1990
- Linothele melloleitaoi (Brignoli, 1983)
- Linothele monticolens (Chamberlin, 1916)
- Linothele paulistana (Mello-Leitão, 1924)
- Linothele sericata (Karsch, 1879)
- Linothele sexfasciata (Schiapelli & Gerschman, 1945)
- Linothele soricina (Simon, 1889)

## Masteria
Masteria L. Koch, 1873
- Masteria aimeae (Alayón, 1995)
- Masteria barona (Chickering, 1966)
- Masteria caeca (Simon, 1892)
- Masteria cavicola (Simon, 1892)
- Masteria colombiensis Raven, 1981
- Masteria cyclops (Simon, 1889)
- Masteria downeyi (Chickering, 1966)
- Masteria franzi Raven, 1991
- Masteria golovatchi Alayón, 1995
- Masteria hirsuta L. Koch, 1873
- Masteria kaltenbachi Raven, 1991
- Masteria lewisi (Chickering, 1964)
- Masteria lucifuga (Simon, 1889)
- Masteria macgregori (Rainbow, 1898)
- Masteria modesta (Simon, 1891)
- Masteria pallida (Kulczyński, 1908)
- Masteria pecki Gertsch, 1982
- Masteria petrunkevitchi (Chickering, 1964)
- Masteria simla (Chickering, 1966)
- Masteria spinosa (Petrunkevitch, 1925)
- Masteria toddae Raven, 1979
- Masteria tovarensis (Simon, 1889)

## Metriura
Metriura Drolshagen & Bäckstam, 2009
- Metriura striatipes Drolshagen & Bäckstam, 2009

## Microhexura
Microhexura Crosby & Bishop, 1925
- Microhexura idahoana Chamberlin & Ivie, 1945
- Microhexura montivaga Crosby & Bishop, 1925

## Namirea
Namirea Raven, 1984
- Namirea dougwallacei Raven, 1993
- Namirea eungella Raven, 1984
- Namirea fallax Raven, 1984
- Namirea insularis Raven, 1984
- Namirea johnlyonsi Raven, 1993
- Namirea montislewisi Raven, 1984
- Namirea planipes Raven, 1984

## Phyxioschema
Phyxioschema Simon, 1889
- Phyxioschema erawan Schwendinger, 2009
- Phyxioschema eripnastes Schwendinger, 2009
- Phyxioschema huberi Schwendinger, 2009
- Phyxioschema raddei Simon, 1889
- Phyxioschema roxana Schwendinger & Zonstein, 2011
- Phyxioschema sayamense Schwendinger, 2009
- Phyxioschema spelaeum Schwendinger, 2009
- Phyxioschema suthepium Raven & Schwendinger, 1989

## Stenygrocercus
Stenygrocercus Simon, 1892
- Stenygrocercus alphoreus Raven, 1991
- Stenygrocercus franzi Raven, 1991
- Stenygrocercus kresta Raven, 1991
- Stenygrocercus recineus Raven, 1991
- Stenygrocercus silvicola (Simon, 1889)
- Stenygrocercus simoni Raven, 1991

## Striamea
Striamea Raven, 1981
- Striamea gertschi Raven, 1981
- Striamea magna Raven, 1981

## Thelechoris
Thelechoris Karsch, 1881
- Thelechoris rutenbergi Karsch, 1881
- Thelechoris striatipes (Simon, 1889)

## Trechona
Trechona C. L. Koch, 1850
- Trechona rufa Vellard, 1924
- Trechona uniformis Mello-Leitão, 1935
- Trechona venosa (Latreille, 1832)

## Troglodiplura
Troglodiplura Main, 1969
- Troglodiplura lowryi Main, 1969